# K-Jetronic
Die K-Jetronic ist ein Saugrohreinspritzsystem für Ottomotoren. Die Entwicklung der Robert Bosch GmbH ist ein mechanisch-hydraulisch gesteuertes, antriebsloses Einzel-Einspritzsystem, bei dem der Kraftstoff in das Saugrohr eingespritzt wird (indirekte Einspritzung). Die Höhe der Kraftstoffzumessung ist ohne Rücksicht auf die Stellung der Einlassventile nur von der angesaugten Luftmenge abhängig und erfolgt kontinuierlich (daher K-Jetronic). Die später entwickelte KE-Jetronic ergänzt diese Regelung um eine elektronische Komponente, um die bei Fahrzeugen mit geregeltem Katalysator nötige Gemischregelung über Lambdasonde realisieren zu können.

## Geschichte
Der Begriff „Jetronic“ wurde von der Robert Bosch GmbH 1967 als Wortmarke angemeldet und vom Deutschen Patent- und Markenamt eingetragen. Zunächst wurde die Marke für die D-Jetronic mit elektronischer Steuerung benutzt. Ab 1970 entwickelte Bosch dann die mechanische K-Jetronic in enger Zusammenarbeit mit Porsche, wo das System 1972 wegen der verschärften US-Abgasbestimmungen zunächst nur in den für den US-Export bestimmten 911 des Modelljahres 1973 (F-Serie) verwendet wurde. Außerhalb der USA kam die K-Jetronic ab Mitte 1973 in den neuen 911 „G-Modellen“ (911, 911 S und Turbo) zum Einsatz. Ab 1975 wurde das System generell in den neuen Porsche 924 eingebaut. Lediglich der bis Mitte 1975 gebaute 911 Carrera RS 2.7 behielt die mechanische Bosch-Sechsstempel-Einspritzpumpe.
Ab Mitte der 1970er Jahre verwendeten auch andere Hersteller das System –1974 Volvo 144GL 1975: Mercedes 450 SEL 6.9, Saab 99 EMS und Audi 80 GTE, 1976: Ford Granada 2,8i, VW Scirocco GTi/GLi, VW Golf GTI und Audi 100 5E, 1978 Saab 99 Turbo. Ford rüstete ab den 1980er Jahren viele weitere seiner Fahrzeuge mit K-Jetronic aus, wie z. B. Capri 2.8i, Escort RS1600i, XR3i und RS Turbo. Auch der Ferrari 512 BB wurde ab 1981 als BBi mit K-Jetronic ausgestattet.
Mitte der 1990er Jahre verschwand die K-Jetronic nach und nach aus den Serien-Pkw, selbst die KE-Jetronic mit ihrer elektronischen Steuerung war nicht mehr in der Lage, allen damals aktuellen Abgasvorschriften gerecht zu werden. Die rein elektronischen Einspritzsysteme waren mittlerweile günstiger, zuverlässiger und vor allem wesentlich leistungsfähiger geworden.

## Eigenschaften der K-Jetronic
- Das Grundsystem ist rein mechanisch.
- Die Kraftstoffzumessung wird von einem Luftmengenmesser über einen Mengenteiler realisiert (ist eine Einheit).
- Eine Lambdaregelung ist möglich (KA- bzw. KE-Jetronic).
- Das System ist einfach aufgebaut und daher nicht sehr anfällig.
- Die Kraftstoffeinspritzung erfolgt kontinuierlich.

## Aufbau und Bauteile der K-Jetronic

### Kraftstoffpumpe
Die Kraftstoffpumpe besteht aus einem Elektromotor, einem Überdruckventil, einem Rückschlagventil und der eigentlichen Pumpe, einer Rollenzellenpumpe.
Der Elektromotor treibt die Rollenzellenpumpe an und diese saugt den Kraftstoff aus dem Tank. Die nur geführten Rollen legen sich aufgrund der hohen Drehzahl und der daraus resultierenden Fliehkraft, die auf die Rollen wirkt, an die Pumpen-Außenwand an. Durch die exzentrische Anordnung der Pumpenwelle vergrößert sich an der Saugseite der Pumpe der Raum zwischen zwei Rollen, und Kraftstoff kann einströmen. Durch die Rollen wird der Kraftstoff auf die andere Seite der Pumpe gefördert, wo sich der Raum verkleinert und der Kraftstoff hinausgefördert wird. Der Elektromotor wird zur Kühlung von Kraftstoff durchströmt.
Die Förderleistung der Pumpe liegt bei etwa 120 l/h gegen 5 bar Systemdruck. Pumpen für den Rennsport haben eine Förderleistung von bis zu 200 l/h bei einem Gegendruck von 6 bar.
Das Überdruckventil dient dem Schutz der Pumpe und des Systems und öffnet bei einem Druck von etwa 7 bis 8 bar. Der Kraftstoff wird dann teilweise in den Tank zurückgefördert.
Das Rückschlagventil hat die Aufgabe, ein Rückströmen des Kraftstoffs aus der Anlage zu verhindern.
Da die Pumpe bei einem Unfall und einer dadurch beschädigten Kraftstoffleitung möglichst keinen Kraftstoff auf die Straße fördern soll, ist das Kraftstoffpumpenrelais mit einer Sicherheitsschaltung versehen. Dabei wird innerhalb des Relais oder im Steuergerät eine Drehzahl-Information des Motors benötigt, sonst schaltet das Relais nicht durch.
Die Pumpe wird meist in der Nähe des Tanks eingebaut und am Unterboden befestigt.

### Kraftstoffspeicher

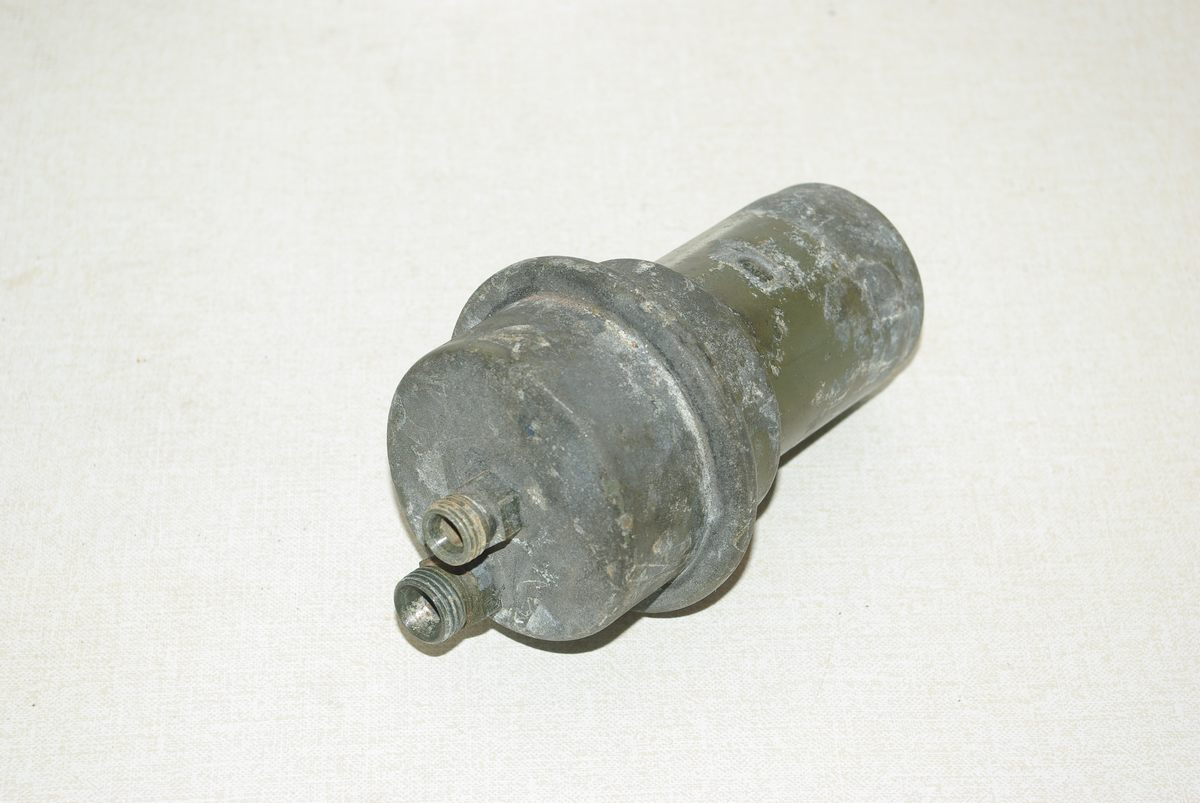
Kraftstoffdruckspeicher

Der Kraftstoffspeicher ist normalerweise unter dem Tank und in der Nähe der Kraftstoffpumpe angebracht. Er hat folgende Aufgaben:
- Speichert eine bestimmte Kraftstoffmenge (ca. 20 cm³),
- Hält nach dem Motorstop den Systemdruck in der Anlage, gewährleistet somit ein gutes Heißstartverhalten und gleicht natürliche Leckagen kurzfristig aus.
- Verzögert den Systemdruckaufbau, um einen Steuerdruckaufbau zu ermöglichen.
- Mindert die Fördergeräusche der Kraftstoffpumpe.
- Gleicht Druckschwankungen im Kraftstoffsystem aus.

### Kraftstoffmengenteiler

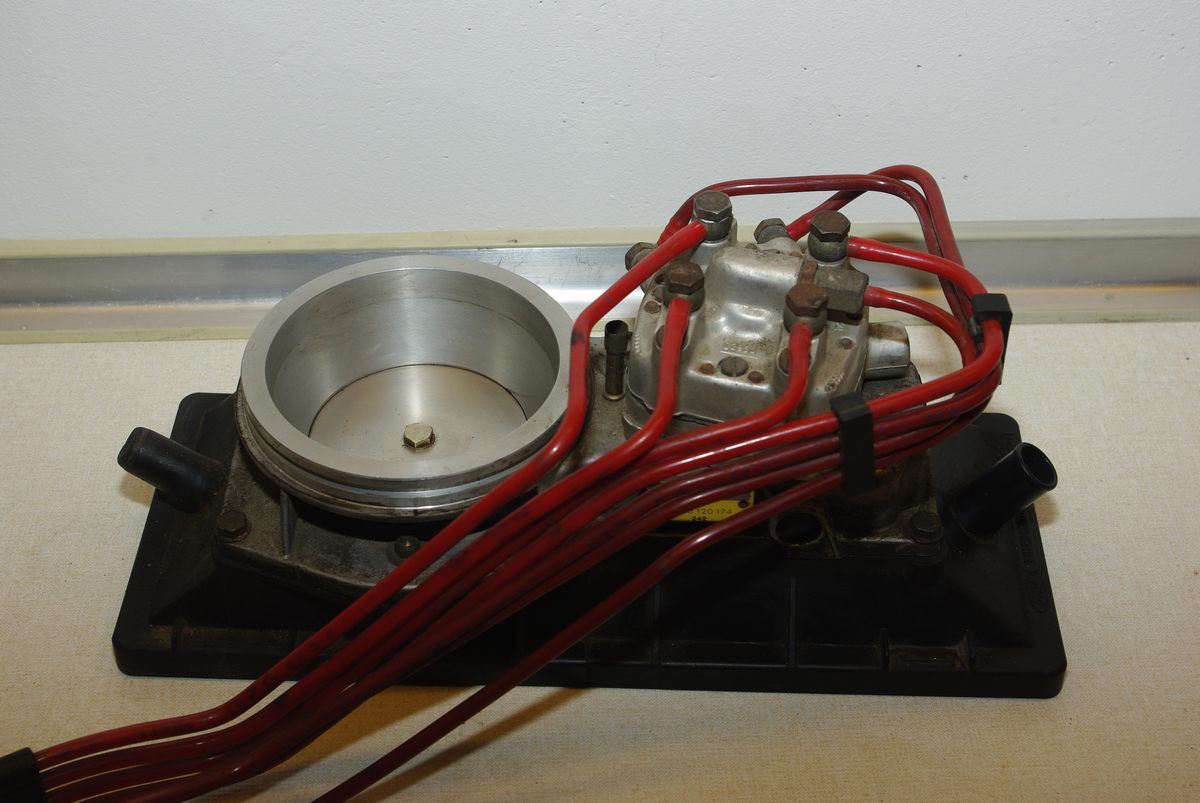
Kraftstoffmengenteiler mit Kraftstoffleitungen Ford Escort XR3i

Der Kraftstoffmengenteiler dient zusammen mit dem Stauscheiben-Luftmengenmesser zur Dosierung der benötigten Kraftstoffmenge.
In den Mengenteiler ist ein Druckregler mit Aufstoßventil integriert, der den Systemdruck, je nach Modell des Fahrzeugs, zwischen 4,7 und 5,6 bar konstant hält. Der zu viel geförderte Kraftstoff wird über eine Rücklaufleitung zurück in den Tank geleitet. Der Systemdruck steht auch in den Unterkammern der Differenzdruckventile an. Diese dienen zusammen mit den Steuerschlitzen der Kraftstoffmengenbemessung und bilden mit dem Steuerkolben, der die Steuerschlitze mehr oder weniger freigibt, das Herzstück des Kraftstoffmengenteilers.
Für jeden Zylinder des Motors gibt es ein Differenzdruckventil und einen Steuerschlitz, durch den der Kraftstoff von der Unter- zur Oberkammer des Differenzdruckventils strömen kann. Die beiden Kammern sind durch eine Stahlmembran getrennt, die von oben durch eine Feder belastet wird. In der Oberkammer befindet sich ein Abströmnippel, durch den der Kraftstoff zu den Einspritzdüsen strömt. Je weiter die Membran sich nach oben bewegt, umso kleiner ist der Abströmquerschnitt am Nippel, und umso weniger Kraftstoff wird eingespritzt. Dadurch wird die Druckdifferenz zwischen Unter- und Oberkammer auf 0,1 bar geregelt: bei zu hohem Oberkammerdruck bewegt sich die Membran nach unten und lässt mehr Kraftstoff abströmen, und umgekehrt.
Am Steuerschlitz liegt immer diese Druckdifferenz von 0,1 bar an. Die durch den Schlitz strömende Kraftstoffmenge ist auch die, die eingespritzt wird, denn die Oberkammer hat nur einen Eingang (Steuerschlitz) und einen Ausgang (Abströmnippel). Die Steuerung der eingespritzten Menge erfolgt also über den freigegebenen Querschnitt des Steuerschlitzes und somit über den Hub des Steuerkolbens. Störgrößen, wie etwa der Verschleiß des Einspritzventils (sinkender Öffnungsdruck) werden ausgeregelt und haben keinen Einfluss auf die Kraftstoffdosierung.
Ein Problem bei älteren Anlagen ist oft, dass sich im Laufe der Zeit die Stahlmembran in die Abströmnippel einarbeitet und regelrechte Abdrücke hinterlässt. Dadurch stimmt der Differenzdruck zwischen Unter- und Oberkammer nicht mehr und damit auch die zugeteilte Kraftstoffmenge des betreffenden Zylinders. Da dieser Verschleiß aber nicht bei allen Kammern gleich auftritt, teilt der Mengenteiler nicht allen Zylindern gleich viel Kraftstoff zu. Das macht sich vor allem an schlechtem Leerlauf, fehlender Leistung und einem kaum noch korrekt einstellbaren CO-Wert bemerkbar.
Kraftstoffmengenteiler gab es für 4-, 5-, 6- und 8-Zylinder-Motoren. In Fahrzeugen mit 12-Zylinder-Motoren wie dem Ferrari 512 BBi, dem Ferrari Testarossa oder dem US-Modell des Lamborghini Coutach LP 5000 S Quattrovalvole wurden zwei K-Jetronic verbaut. Jeweils eine autarke Anlage mit Luftmengenmesser, Kraftstoffmengenteiler, Kraftstoffförderpumpe, Warmlaufregler, Zusatzluftschieber und Kaltstartventil versorgte die sechs Zylinder einer Zylinderbank.

### Luftmengenmesser

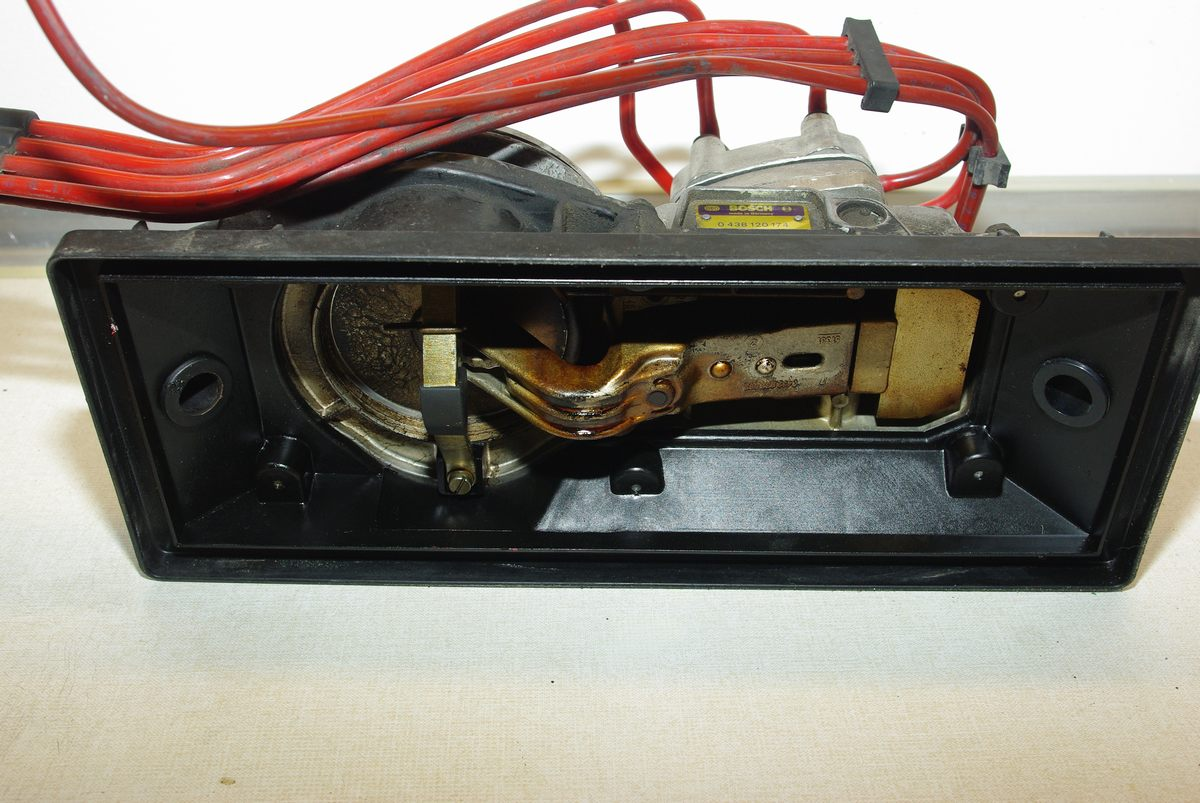
Unterseite Luftmengenmesser Escort XR3i

Bei der K-Jetronic kommt ein sogenannter Stauscheiben-Luftmengenmesser zum Einsatz. Er funktioniert nach dem Schwebekörper-Prinzip. Dieses besagt, dass bei gleichbleibendem Kegelwinkel die Luftmenge und der Stauscheibenhub immer im gleichen Verhältnis stehen. Das bedeutet: Die Höhe der Stauscheibe ist ein Maß für die angesaugte Luftmenge.
Die Stauscheibe ist an einem drehbar gelagerten Hebel befestigt. Dieser drückt auf den Steuerkolben des Mengenteilers und überträgt so die Information über die angesaugte Luftmenge. Der kegelige Trichter des Luftmengenmessers ist in drei Bereiche unterteilt. Je steiler der Winkel, desto mehr Kraftstoff wird zugemessen, wenn die Drosselklappe weiter geöffnet wird. Diese Winkel dienen zur Korrektur in bestimmten Lastbereichen: das untere Ende des Trichters ist etwas steiler (leichte Anfettung für einen glatten Leerlauf), der mittlere Teil etwas flacher (Abmagerung im mittleren Lastbereich für optimalen Kraftstoffverbrauch), und der obere Teil wieder steiler (Anfettung unter Volllast, zur Innenkühlung der Verbrennungsräume und zum schnelleren Durchbrennen des Gemisches).
Die Stauscheibe schwingt bei schnellem Öffnen der Drosselklappe ein wenig über. Das gleicht den im Leerlauf vorhandenen Unterdruck aus und hat denselben Effekt wie die Beschleunigungspumpe am Vergaser: Das Gemisch wird bei einem Gasstoß kurzfristig angefettet.
Die Schmierung des Hebels erfolgt durch die Öldämpfe, die im Motor entstehen. Die Kurbelgehäuseentlüftung ist dazu über einen Schlauch mit dem Oberteil des Luftfilterkastens verbunden. Die restlichen Dämpfe werden, wie vom Gesetzgeber vorgeschrieben, angesaugt und im Motor mit verbrannt.
Bei Anlagen mit elektronischer Erweiterung (KE-Jetronic) ist am Luftmengenmesser noch ein Stauscheibenpotentiometer verbaut. Dieses misst die Lage der Stauscheibe und gibt per Widerstandswert die Lage der Scheibe an das Steuergerät. Es verschleißt mit zunehmender Laufleistung des Motors und ist als Ersatzteil einzeln meist nicht mehr lieferbar.

### Systemdruckregler mit Aufstoßventil
Der Systemdruckregler regelt den Systemdruck der K-Jetronic auf 4,7 bis 5,6 bar. In ihm ist ein Aufstoßventil integriert, das dem Steuerdruck die Möglichkeit gibt, sich in den Tank zu entspannen.

### Warmlaufregler

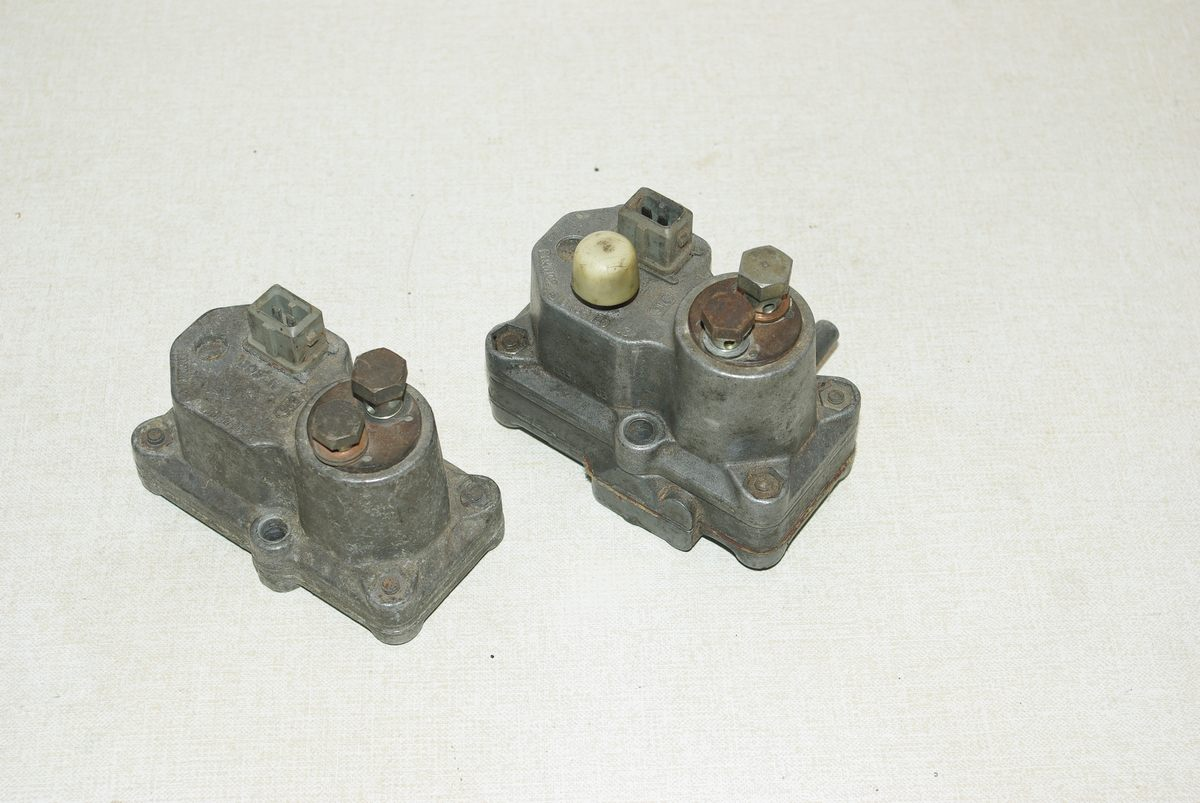
Warmlaufregler mit (rechts) und ohne (links) Unterdruckanschluss zur Volllastanreicherung

Der Warmlaufregler dient zur Gemischanreicherung in der Warmlaufphase. Bei kaltem Motor kondensiert der Kraftstoff an den Saugrohrwänden und geht damit der Verbrennung verloren, das Gemisch wird zu mager. Der Warmlaufregler besteht aus einer Bimetallfeder, die durch einen Heizdraht beheizt wird. Die Bimetallfeder wirkt auf eine Membran, die den Durchfluss des Steuerdrucks beeinflusst und somit auch dessen Höhe. Sinkt nun der Steuerdruck durch eine weit geöffnete Membran, so kann der Steuerkolben vom Luftmengenmesser weiter angehoben werden, und die Kraftstoffmenge steigt an.
In manchen Fahrzeugen beinhaltet der Warmlaufregler eine Volllastanreicherung, die neben dem steilen Winkel des Lufttrichters im Luftmengenmesser das Gemisch weiter anreichert. Dabei wird der Warmlaufregler in zwei Kammern unterteilt. In der Oberkammer herrscht der Saugrohrunterdruck, in der Unterkammer der normale Atmosphärendruck. Wird die Drosselklappe nun voll geöffnet, so bricht der Unterdruck zusammen. Im Warmlaufregler sind die Drücke nun gleich; die Volllastmembran wird durch eine Feder nach unten bewegt und wirkt somit auf den Querschnitt der Steuerdruckleitung. Der Steuerdruck sinkt, und es wird mehr Kraftstoff eingespritzt.

### Mechanisches Einspritzventil

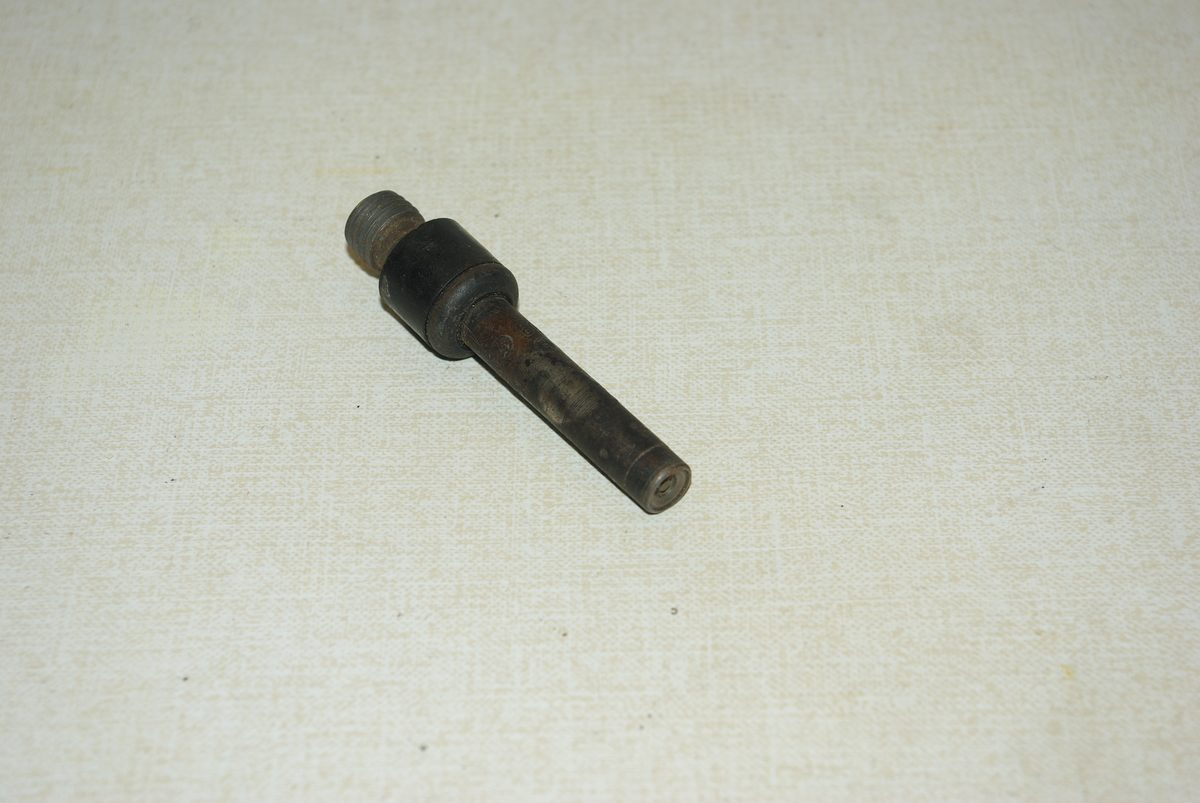
Einspritzventil

Die Einspritzventile der K-Jetronic arbeiten rein mechanisch. Ihr Öffnungsdruck liegt je nach Version zwischen 3,0 und 4,5 bar. Der Spritzkegelwinkel beträgt 35° Sie werden in einem Abstand von etwa 70 bis 100 mm vom Einlassventil eingebaut. Im Einspritzventil ist noch einmal ein Metallsieb als Kraftstofffilter eingebaut. Die Ventile haben keine Zumessfunktion.
Manche Hersteller verwenden auch luftumfasste Einspritzventile. Dabei wird ein Teil der angesaugten Luft über Luftkanäle am Einspritzventil und der Drosselklappe vorbeigeführt. Der Luftstrom reißt den Kraftstoff mit sich, wodurch dieser besser verwirbelt wird, die Verbrennung läuft günstiger ab. Luftumfasste Einspritzventile senken den Kraftstoffverbrauch und die Schadstoffemissionen. Vorrangig dient diese Technik aber der Kühlung der Einspritzventile und verhindert damit auch Dampfblasenbildung im Kraftstoff. Weiterhin wird das Laufverhalten des Motors positiv beeinflusst.
Die Lebensdauer der Einspritzventile ist mit 100.000 km angegeben. Verschleißbedingt sinkt der Öffnungsdruck immer mehr, unter 3 bar ist eine sichere Abdichtung nicht mehr gegeben. Dann tropft das Ventil in den Ansaugkanal, und Heißstart-Schwierigkeiten sind die Folge (da sich in der leergelaufenen Einspritzleitung Dampfblasen bilden). Außerdem wird durch Verschleiß oder Verschmutzung das Spritzbild negativ beeinflusst, was sich wiederum durch schlechten Leerlauf, Startschwierigkeiten, Nachdieseln (Motor dreht nach dem Abstellen der Zündung noch weiter) oder auch erhöhten Kraftstoffverbrauch bemerkbar macht.
Die Einspritzventile der KE-Jetronic haben bei einigen Fahrzeugtypen (z. B. Mercedes S-Klasse) Ventilsitze aus Viton, einem verschleißfesten Fluorkautschuk. Diese Einspritzventile haben eine fast unbegrenzte Lebensdauer, und zudem einen höheren Öffnungsdruck von etwa 4,5 bar, so dass Nachtropfen und Spritzbildveränderungen fast nicht mehr zu beobachten sind.

### Kaltstartventil

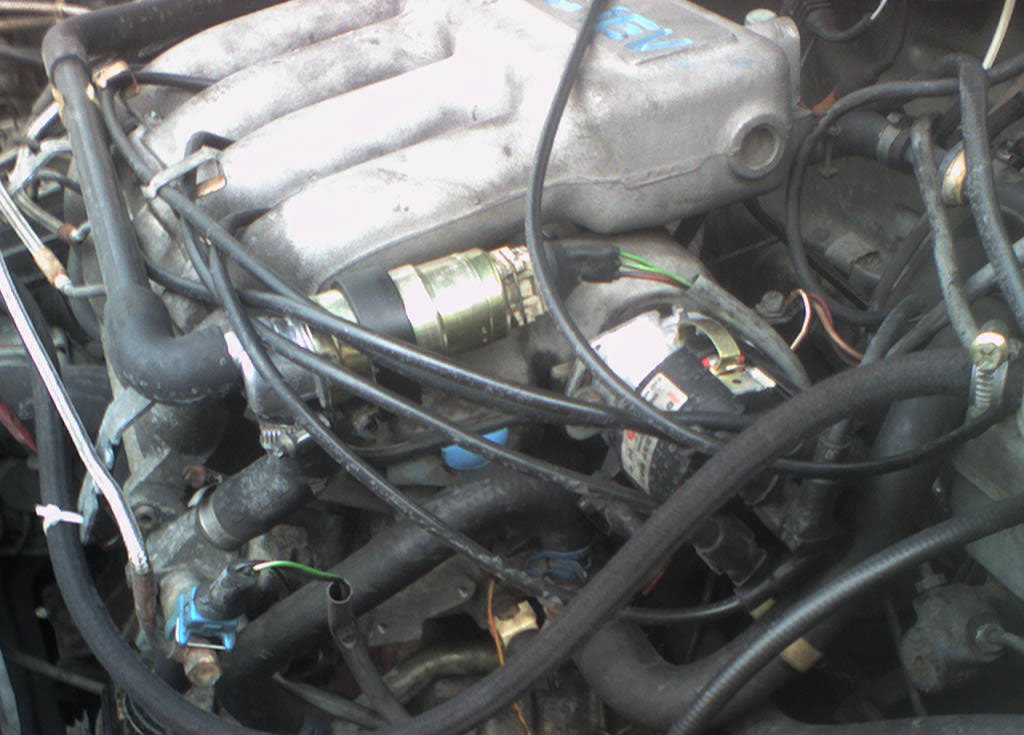
Leerlaufsteller bzw. Leerlaufregelventil (mittig) und Kaltstartventil (blau, unten links) eines Golf 2 16V

Das Kaltstartventil dient zur Kaltstartanreicherung. Kondensationsverluste des Kraftstoffs werden dadurch weitestgehend ausgeglichen. Es wird elektromechanisch betätigt und über Klemme 50 vom Starter mit Strom versorgt. Die Masseverbindung geschieht über den Thermozeitschalter. Das Kaltstartventil ist im Sammelsaugrohr angebracht, weil es alle Zylinder mit Kraftstoff versorgen muss.

### Thermozeitschalter
Der Thermozeitschalter besteht aus einem beheizten Bimetallschalter. Er dient zur Steuerung des Kaltstartventils in Abhängigkeit von der Temperatur. Mit dem Startvorgang wird der Schalter beheizt. Er bleibt dann bei −20 °C für etwa 7 bis 8 Sekunden geschlossen. Diese Temperatur ist auf dem Schalter eingraviert, genauso wie die Temperatur, bei der er nicht mehr schließt. Die Einspritzdauer muss begrenzt werden, da sonst der Motor überfettet würde und stehenbliebe. Aus diesem Grunde ist der Thermozeitschalter in der Nähe des Motors angebracht, sodass er durch die vom betriebswarmen Motor ausgehende Wärme geöffnet bleibt.

### Zusatzluftschieber

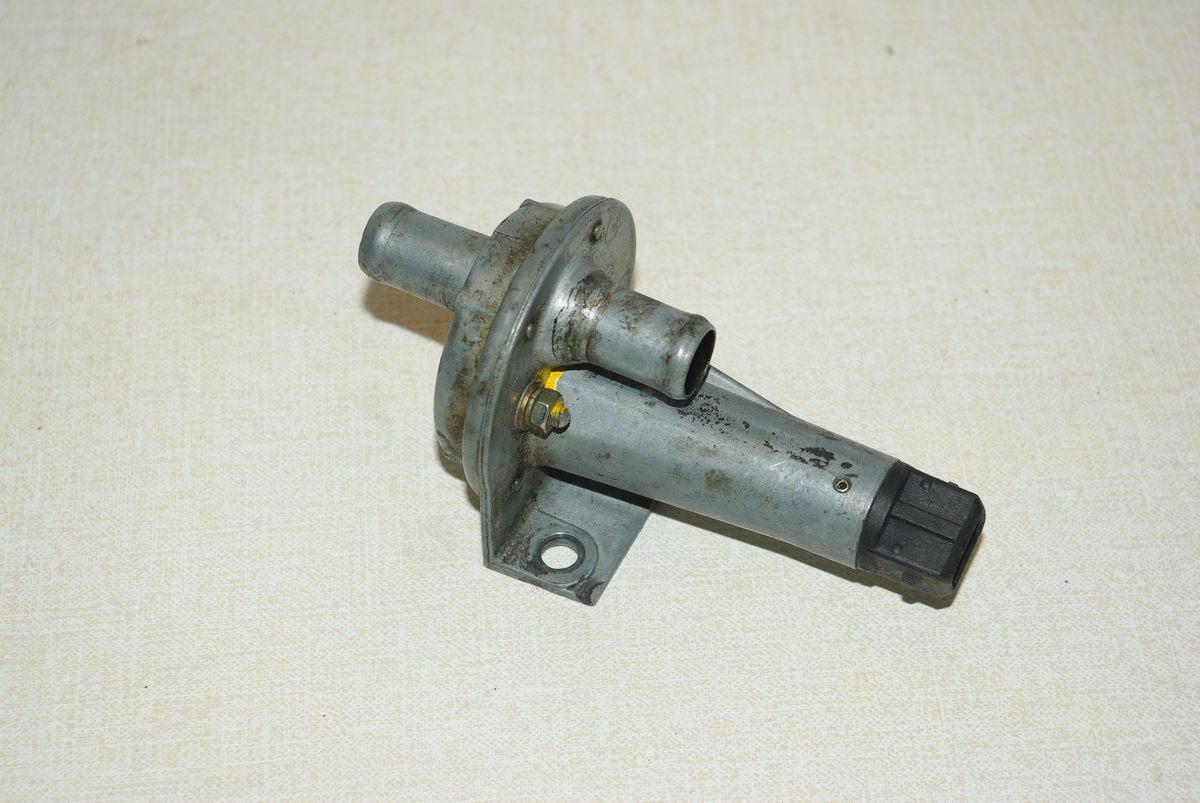
Zusatzluftschieber

Der Zusatzluftschieber gleicht durch seinen Einfluss die erhöhte innere Reibung des Motors beim Kaltstart aus und sorgt somit für einen runden Leerlauf. Er umgeht dabei die Drosselklappe und versorgt den Motor mit zusätzlicher Luft. Diese wird von der Stauscheibe ebenfalls erfasst, und die eingespritzte Kraftstoffmenge steigt an. Der Zusatzluftschieber wird auch durch ein beheiztes Bimetall gesteuert. Einige ältere Modelle werden durch ein Wachsdehnelement im Kühlwasserkreislauf gesteuert (wie bei einem Thermostaten). Mit steigender Temperatur wird der Querschnitt verengt.
Probleme verursacht der Zusatzluftschieber, wenn er stark verschmutzt ist, oder die Beheizung des Bimetalls defekt ist (oder der Stecker dazu). Dann stimmt entweder die Kalt- oder Warmlaufdrehzahl nicht, der Motor stirbt kalt ab, oder dreht warm viel zu hoch. Verschmutzte Schieber können sehr gut in einem Ultraschallbad gereinigt werden.

## KE-Jetronic

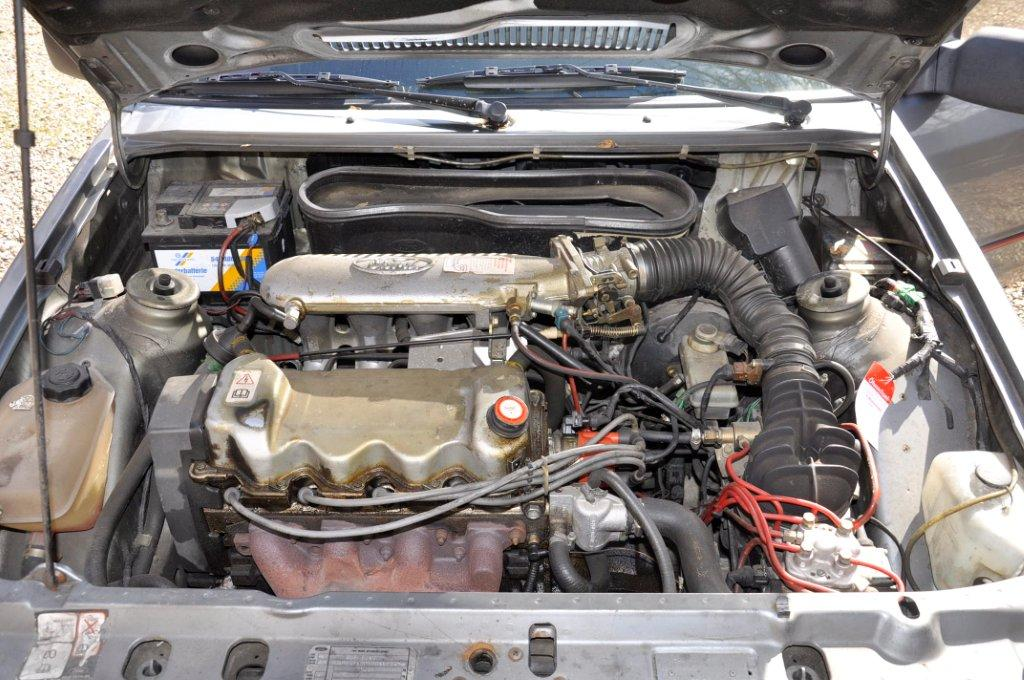
CVH-Motor mit KE-Jetronic in einem 1986er Ford Escort XR3i

Die KE-Jetronic ist eine um ein elektronisches Steuergerät erweiterte K-Jetronic. Sie kam 1982 auf den Markt. Das Steuergerät ermöglicht es, z. B., eine Lambda-Sonde in das System zu integrieren. Sie ist eine der unempfindlichsten Einspritzanlagen, die es gibt. Durch das mechanische Grundsystem ist sie in der Lage, das Fahrzeug auch noch bei ausgefallenem Steuergerät anzutreiben.
Bei technischen Defekten ist die Reparatur der meisten Zusatzeinrichtungen allerdings sehr kostspielig. Aktuelle Abgasnormen können von der KE-Jetronic nicht mehr eingehalten werden, und so verschwand die Einspritzanlage in den 1990er Jahren aus der Serienproduktion. KE steht für kontinuierlich und elektronisch. Durch die elektronische Erweiterung war die KE-Jetronic neben einem Einsatz in den ersten G-Kat-Fahrzeugen der 1980er und frühen 1990er Jahre auch für mittels Turbolader aufgeladene Motoren interessant, da mit entsprechenden Steuergeräten die Benzinmenge exakt ermittelt und angepasst werden konnte und auch die gewünschte Anfettung jederzeit erreicht werden konnte. So wurden z. B. die beiden Baureihen des Ford Escort RS Turbo mit einer KE-Jetronic ausgerüstet.

### Unterschiede zur K-Jetronic
- Der mechanische Aufbau ist ähnlich wie bei der K-Jetronic, jedoch ist das Steuergehäuse immer aus Aluminium gefertigt, bei der K-Jetronic waren viele Gehäuse auch aus Eisenguss.
- Während bei der K-Jetronic die Druckregelfedern in der Oberkammer angeordnet sind, hat die KE-Jetronic die Regelfedern in der Unterkammer. Der Grund war, dass bei der KA-Jetronic mit Lambda-Regelung der Unterkammerdruck mittels eines Taktventils geregelt wurde. Dieses hat jedoch eine recht hohe Stromaufnahme, weil der volle Systemdruck am Taktventil anliegt. Bei der KE umgeht man dieses Problem, weil hier nur ein geringer, entkoppelter Steuerdruck geregelt werden muss.
- Es gibt eine elektrische Aufschaltung aller erforderlichen Zusatzfunktionen.
- Die Regelung des Differenzdrucks ist möglich.
- Bei gleichem hydraulischem Aufbau ist Lambdaregelung möglich.
- Die Ansprechzeiten auf Gaspedalbewegungen sind kürzer.
- Es ist kein klassischer Warmlaufregler mehr vorhanden. Der Gegendruck auf dem Steuerkolben ist der Systemdruck.
- Es gibt keinen Kolbendruckregler mit Aufstoßventil mehr. Dafür ist ein Membrandruckregler mit Schließfunktion und Dichtfunktion verbaut. Dadurch ergibt sich ein größerer Unterschied zwischen Öffnungs- und Schließdruck (Heißstart-Verbesserung).

### Systemdruckregler
Bei der KE-Jetronic wird als Druckregler ein Membrandruckregler verbaut, der nicht mehr im Mengenteiler integriert ist, sondern separat im Motorraum angebracht wird. Der Druckregler hat mehrere Funktionen:
1. Er regelt den Systemdruck in Höhe von 5,2 bis 5,4 bar (bei einigen Fabrikaten, z. B. Audi, 6,0 bis 6,5 bar).
2. Er ermöglicht den Rücklauf des Kraftstoffes aus den Unterkammern der Differenzdruckventile.
3. Er baut den Druck nach Abstellen des Motors schnell auf 2,5 bis 2,7 bar ab (bei z. B. Audi 3,0 bis 3,4 bar), um ein Nachdieseln des Motors zu verhindern. Dieser Druck liegt unter dem Öffnungsdruck der Einspritzventile.
4. Er dichtet das System in Richtung Tank ab.
5. Er hält den Druck von 2,5 bis 2,7 bar (bei z. B. Audi 3,0 bis 3,4 bar), um eine Dampfblasenbildung zu verhindern.

Um Undichtigkeiten nicht nach außen zu lassen und die Kammer unter der Membran zu belüften, wird ein Schlauch an das Saugrohr vor der Drosselklappe angebracht, oder auch an den Luftfilterkasten.

### Elektrohydraulischer Drucksteller
Er ist die eigentliche Steuereinheit der KE–Jetronic. Er besteht aus einer schwingend gelagerten Prallplatte, einer Spule und einem Dauermagneten. Beim Starten des Motors wird von der Kraftstoffpumpe ein Druck erzeugt. Dieser Druck wird vom Druckregler auf 5,2 bis 5,4 bar begrenzt (bei einigen Fabrikaten, z. B. Audi, auf 6,0 bis 6,5 bar). Der Druck steht über dem Steuerkolben als Gegendruck für den Luftmengenmesser an, aber auch als Vorrat zur Bemessung der Einspritzmenge in der Ringnut des Steuerkolbens. Weiterhin kann der Druck über eine Leitung durch den Drucksteller in die Unterkammern der Differenzdruckventile gelangen. Aus den Unterkammern kann der Kraftstoff über eine Festdrossel über den Druckregler in den Tank zurücklaufen. Die Unterkammern sind mit einer Feder versehen, die gegen die Stahlmembran drückt.
Bei einem Systemdruck von 5,4 bar herrscht in den Unterkammern durch die Drossel ein Druck von 5,0 bar. Die Federkraft von 0,2 bar wird dazu gerechnet; das Ergebnis ist 5,2 bar. In der Ringnut des Steuerkolbens herrscht wie gesagt Systemdruck von 5,4 bar; sobald der Steuerkolben sich anhebt und die Steuerschlitze freigibt, herrscht nun auch in den Oberkammern Systemdruck. Infolge des Druckunterschiedes zwischen Ober- und Unterkammer wird die Membran nach unten gewölbt, der Kraftstoff kann zu den Einspritzventilen abfließen.
Ein Stromfluss durch die Spule des elektrohydraulischen Druckstellers verbiegt die Prallplatte so weit, dass sie den Zulauf mehr oder weniger freigibt. Das geschieht folgendermaßen:
Um den Dauermagneten verlaufen ständig die magnetischen Feldlinien. Durch das Anlegen einer Spannung an der Spule wird diese magnetisch und baut ein magnetisches Feld auf. Dadurch, dass die Spule ringförmig angeordnet ist, sind die magnetischen Feldlinien oben und unten gegenläufig. Das führt dazu, dass die Feldlinien sich auf einer Seite verstärken und auf der anderen Seite aufheben, was die Prallplatte verbiegt. Durch dieses Verbiegen wird der Kraftstoffdurchfluss mehr oder weniger gedrosselt. Durch die Festdrossel am Ausgang der Unterkammern kann nur eine bestimmte Menge an Kraftstoff abfließen. Deshalb steigt der Druck in den Unterkammern entweder an oder er sinkt. Höherer Unterkammerdruck (Differenzdruck) bedeutet abmagern, niedrigerer Druck bedeutet anfetten.
In der Warmlaufphase muss das Gemisch leicht angefettet werden, damit der Motor sich nicht verschluckt und ordentlich zieht. Das Steuergerät gibt dazu auf den Drucksteller einen Strom von +11 bis +30 mA. Dieser geringe Strom reicht aus, um die Spule genügend zu magnetisieren, dass sie die Prallplatte verbiegen kann.
Bei betriebswarmem Motor wird kein Strom ausgesandt, weil auch keine Anreicherung oder Abmagerung nötig ist. Die Steuerungen für VW und Audi senden jedoch auch in dieser Stellung einen Steuerstrom von 10 mA aus. Bei der späteren Version, der KE-III-Jetronic, wurde der Steuerstrom im Grundzustand dann auf 0 mA geändert.
Bei der Schubabschaltung wird die Stromrichtung umgekehrt, somit wird die Prallplatte in die andere Richtung verbogen. Der Drucksteller lässt mehr Kraftstoff durch, und zwar so viel, dass in der Unterkammer die Summe aus Kraftstoffdruck und Federdruck den Systemdruck in der Oberkammer übersteigt. Die Membran dichtet den Ausgang zum Einspritzventil komplett ab. Die Größe des Stromes liegt etwa bei −50 mA.

### Der Luftmengenmesser
Der Luftmengenmesser ist in seinem Aufbau im Wesentlichen gleich dem der K-Jetronic. Jedoch gibt es einen Unterschied:
An der Hebellage der Stauscheibe ist ein Potentiometer angebracht. Dieses dient im Zusammenspiel mit dem Drosselklappenschalter zur schnellen Erkennung eines Beschleunigungsvorgangs oder einer Schubphase, wie auch zur Erkennung des Leerlaufs. Der Drosselklappenschalter selbst ist durch seine zwei Schalter (in den Anschlagpunkten) in seiner Funktion als Sensor eingeschränkt und dient nur der Erkennung der Gaspedalstellungen Leerlauf und Volllast. Die Stauscheibe hingegen reagiert sehr sensibel auf Veränderungen an der Drosselklappe. Über das Potentiometer wird die Stellung an das Steuergerät gemeldet, dieses kann viel schneller auf die Wünsche des Fahrers eingehen und das Gemisch entweder anfetten oder abmagern.

### Das Steuergerät
Das Steuergerät sammelt die von den Sensoren empfangenen Signale, verarbeitet diese und gibt an die sogenannten Aktoren entsprechende Spannungen aus.
Sensoren der KE-Jetronic können sein:
- Stauscheibenpotentiometer
- Drosselklappenschalter
- Verteiler (Drehzahlinformation)
- Kühlmitteltemperaturfühler
- Batterie (Versorgungsspannung)
- Lambdasonde (nur bei lambdageregelten Anlagen)

Aktoren der KE-Jetronic können sein:
- Elektrohydraulischer Drucksteller
- Kraftstoffpumpe
- Zusatzluftschieber oder Leerlaufregelventil
- Kaltstartventil

Steuergeräte früherer Versionen der KE-Jetronic arbeiten rein analog, spätere beinhalten auch digitale Komponenten. Sie verfügen über einen Fehlerspeicher, der im Diagnosemodus ausgelesen werden kann, außerdem über eine Stellglieddiagnose, mit der die Aktoren überprüft werden können.

## Fehlerdiagnose
Während spätere KE-Jetronic-Anlagen bereits über einen Fehlerspeicher verfügen, erfolgt die Fehlerdiagnose bei der K-Jetronic vorwiegend mechanisch. Thermozeitschalter, Drosselklappenschalter und die Funktion der Relais kann z. B. sehr einfach mit einem handelsüblichen Multimeter gemessen werden, die Kontrolle von Systemdruck, Steuerdruck etc. erfolgt mittels einer Druckprüfeinrichtung für Kraftstoffsysteme.

## Wartung
Die meisten Bauteile der K- und KE-Jetronic sehen keine Wartung vor und müssen bei Defekt ausgetauscht werden. Dazu zählen u. a. die Einspritzdüsen, der Warmlaufregler, das Kaltstartventil und der Zusatzluftschieber. Für den Kraftstoffmengenteiler bietet Bosch über Bosch Classic eine Überholung an.

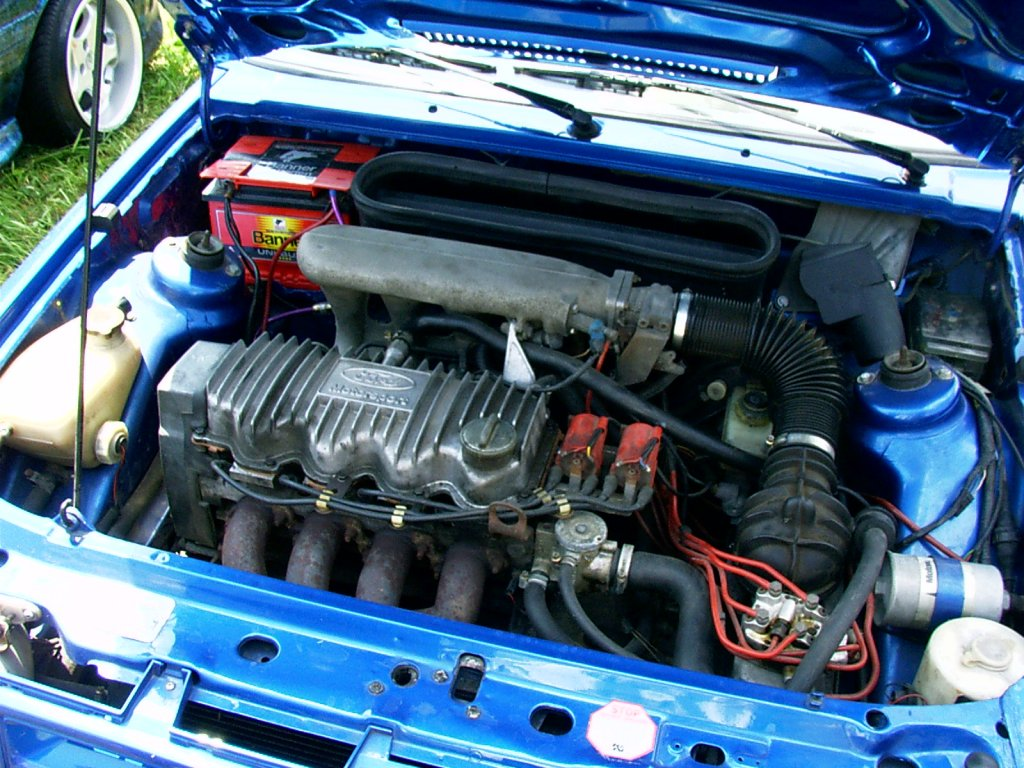
1982er Escort RS1600i mit K-Jetronic
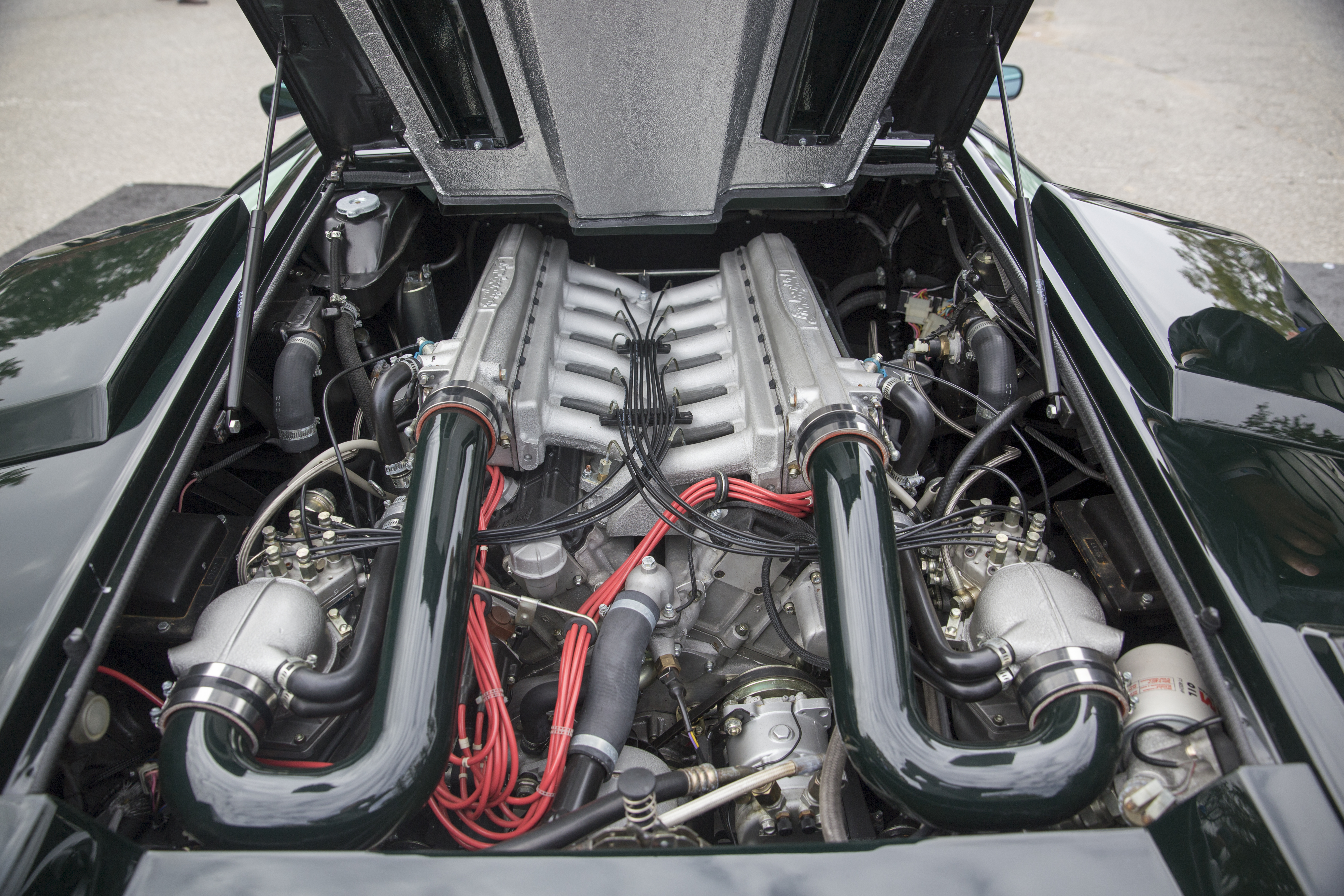
1986er Lamborghini Countach 5000QV mit zwei K-Jetronic
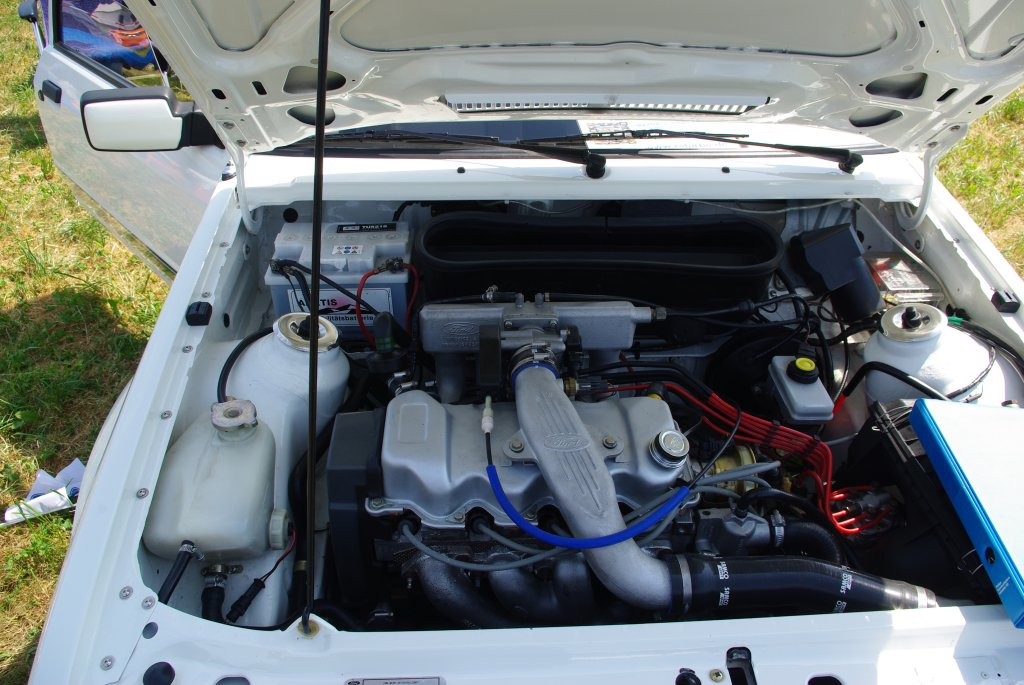
1985er Escort RS Turbo S1 mit KE-Jetronic
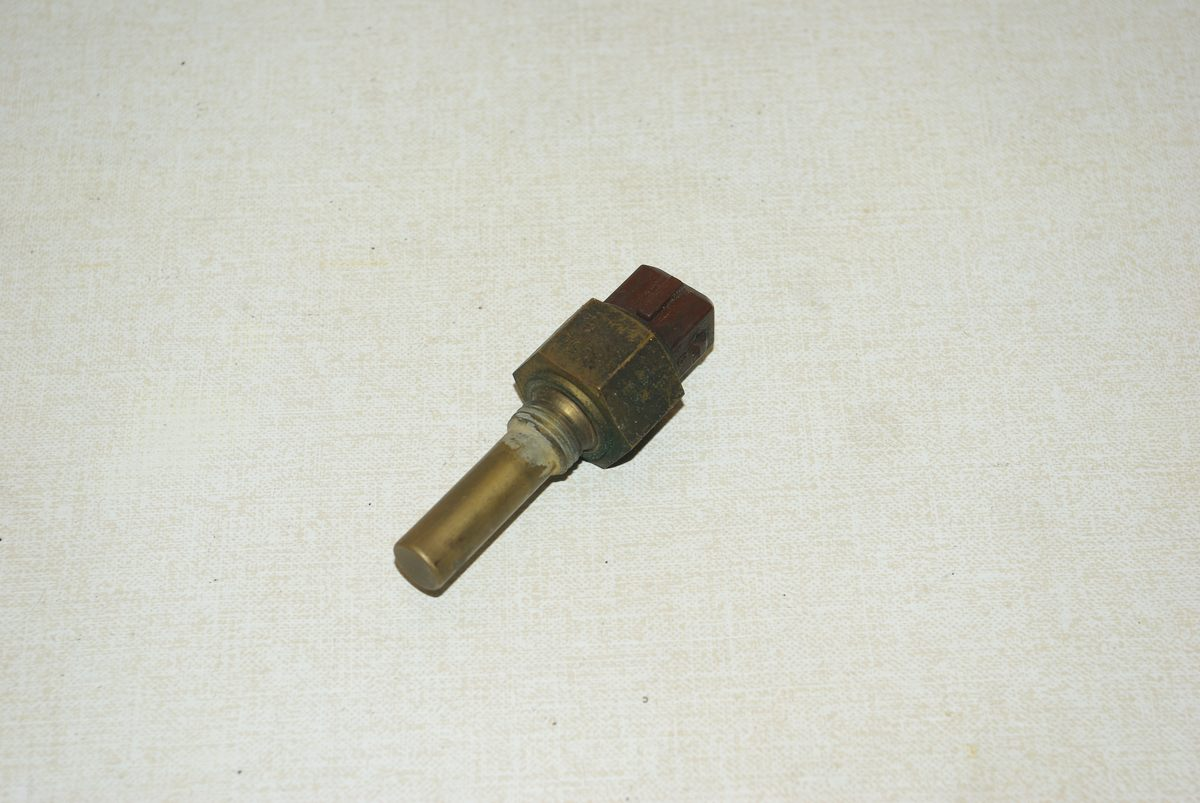
Thermozeitschalter
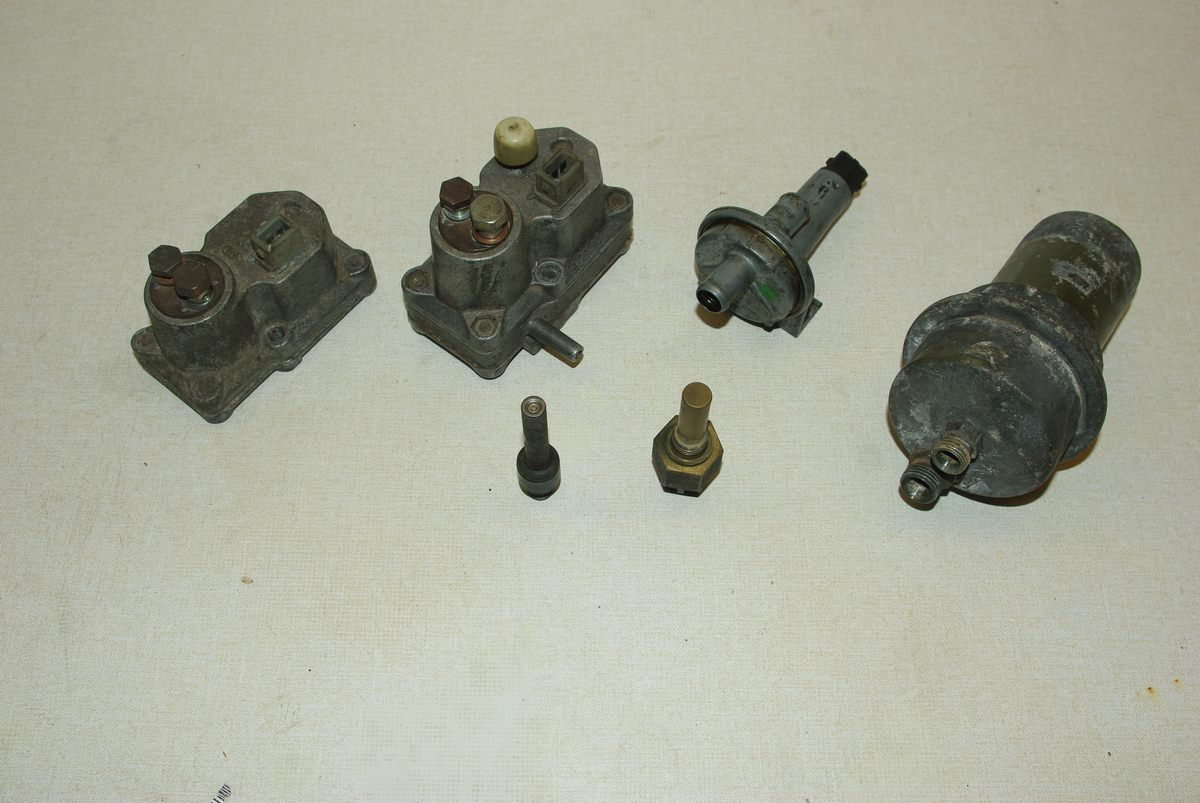
Bauteile K-Jetronic